# Arouca (Trinidad und Tobago)
Arouca ist eine Stadt in Trinidad und Tobago. Sie liegt im Norden der Insel Trinidad in der Region Tunapuna-Piarco.

## Lage
Arouca liegt mitten im East-West Corridor, der dicht besiedelten Metropolregion der Hauptstadt Port of Spain, die sich entlang des nördlichen Mittelgebirges Northern Range quer über die halbe Insel erstreckt. Port of Spain liegt 20 km weiter westlich, Arima knapp 10 km weiter östlich. Da Port of Spain im Norden durch die Northern Range und im Süden durch den Caroni Swamp begrenzt ist, weitete sich die Stadt im Laufe der Zeit nach Osten aus. Der dadurch entstandene East-West Corridor ist so dicht besiedelt, dass früher eigenständige Städte heute fließend ineinander übergehen und eher den Charakter von Stadtteilen der Hauptstadt-Agglomeration haben. Formell sind sie jedoch weiterhin unabhängig. Arouca geht im Westen und Südwesten in Trincity, im Nordwesten in Tacarigua und im Osten in D’Abadie über, im Süden grenzt es an Piarco. Im Norden erstreckt sich die Northern Range. In den Hängen derselben entspringt der Arouca River und durchquert auf seinem Weg nach Süden die Stadt.

## Etymologie
Der Name Arouca beruht auf der bis in die 1920er-Jahre gängigen Bezeichnung arauca für das indigene Volk der Arawak. Das Wort selbst stammt aus dem Arawak und stellt vermutlich eine generische Bezeichnung für die Insel Trinidad dar; auf Arawak bzw. der lokalen Varietät Lokono steht arau für „Jaguar“ und cayri für „Insel“.

## Geschichte
Während der spanischen Kolonialzeit war Trinidad in Distrikte unterteilt, deren Grenzen größtenteils durch Landmarken gebildet wurden. Der Distrikt Arouca reichte vom Arouca River im Westen bis zum Arima River im Osten; die südliche Grenze bildete der Caroni River, die nördliche die Northern Range. Der Distrikt war zunächst ausschließlich von Arawak bewohnt; die spanischen Besatzer waren schon zahlenmäßig nicht in der Lage, das Gebiet zu besiedeln, richteten aber am Ufer des Arima River eine katholische Mission ein.
1783 erließ der für Trinidad zuständige spanische Minister José de Gálvez y Gallardo die Cedula de populacion, ein Edikt, das die verstärkte Ansiedlung katholischer, insbesondere französischer Bürger auf der bis 1797 spanischen Insel Trinidad gestattete und dadurch einen signifikanten Bevölkerungszuwachs und eine rasch ansteigende Wirtschaftsleistung der Insel ermöglichte. Gouverneur José María Chacón musste Land für die zu erwartenden Siedler bereitstellen und griff zu drastischen Maßnahmen: Alle im Distrikt Arouca lebenden Arawak wurden gewaltsam in das Gebiet rund um die bereits bestehende katholische Mission umgesiedelt. Der Ansturm von Siedlern auf den Distrikt hielt sich allerdings in Grenzen; als die Briten nach der unblutigen Machtübernahme 1797 ihre neue Kolonie vermaßen und kartographierten, verzeichneten sie für den Distrikt Arouca lediglich zwei kleine, von Franzosen geführte Plantagen an der Königlichen Straße, einem Feldweg zwischen Port of Spain und Arima, der später einmal die Eastern Main Road werden sollte.
Über die Jahre bis 1838 ist wenig über Arouca bekannt, da der Distrikt von den Briten statistisch zum westlich gelegenen Distrikt Tacarigua gezählt wurde. Beide Distrikte zusammen weisen für diese Zeit eine stark ansteigende Wirtschaftsleistung und Bevölkerungszahl auf. Ca. 1820 gründeten Sklaven der beiden in Arouca ansässigen Plantagen ein nach dem Distrikt benanntes Dorf. 1838 wurde in Großbritannien und damit auch auf Trinidad die Sklaverei abgeschafft. Ehemalige Sklaven der Plantagen im Distrikt Tacarigua siedelten sich in Arouca an und verursachten einen sprunghaften Anstieg der Bevölkerung. 1849 wurde Arouca im Rahmen einer Verwaltungsreform dem Ward Tacarigua zugeschlagen, war jedoch zu diesem Zeitpunkt der nach Tunapuna zweitgrößte Ort an der ehemaligen Königlichen Straße. 1851 wurde im Rahmen einer von Lord Harris eingeführten Bildungsreform eine der ersten Grundschulen Trinidads in Arouca errichtet, die sich bis 1869 zur von der Schülerzahl her größten Grundschule des Landes entwickelte. Zwischen 1876 und den 1960er-Jahren war Arouca an das damals existierende trinidadische Eisenbahnnetz angeschlossen. 1881 bekam der Ort als erster der Insel eine zweite staatliche Schule, als getrennte Schulen für Jungen und Mädchen eingerichtet wurden.
1898 wurde die Eisenbahnlinie bis nach Sangre Grande ausgebaut. Sangre Grande entwickelte sich rasch zu einem neuen Zentrum der Kakaoindustrie, so dass viele Einwohner Aroucas nach Osten zogen. Ein steter Bedeutungsverlust war die Folge, einhergehend mit einem Bevölkerungsschwund, der in den 1920er-Jahren durch einen Einbruch des Kakaomarktes noch verstärkt wurde und erst mit dem Zweiten Weltkrieg stoppte.
Im Rahmen des Zweiten Weltkriegs engagierte sich die Armee der USA mit Einwilligung der Kolonialmacht Großbritannien auf Trinidad. Von 1940 bis 1963 wurde Chaguaramas im Rahmen des Zerstörer-für-Stützpunkte-Abkommen an die USA vermietet, die dort eine Marinebasis und ein Raketenfrühwarnsystem errichteten; im östlich von Arima und damit in der Nähe von Arouca gelegenen Wallerfield errichteten die US-Amerikaner eine Luftwaffenbasis. Diese brachte einen erneuten wirtschaftlichen Aufschwung auch für Arouca, wobei die Stadt auch vom von den US-Amerikanern erbauten Churchill Roosevelt Highway, der Chaguaramas und Wallerfield verband, profitierte.

## Bevölkerung
Arouca gliedert sich in die Communities Arouca, Bon Air, Bon Air West Development, Five Rivers und Kandahar.
| Community                | Einwohner |
| ------------------------ | --------- |
| Arouca                   | 12.530    |
| Bon Air                  | 5748      |
| Bon Air West Development | 2470      |
| Five Rivers              | 4702      |
| Kandahar                 | 2370      |
| Summe                    | 27.820    |

| Bevölkerungsentwicklung 1921–2011                                                                             |
| --- |
| 30.00025.00020.00015.00010.0005.00002.84718801.94719001.77719111.86619211.23119313.66119466.466198027.8202011 |

## Wirtschaft und Verkehr
Arouca ist primär eine Wohnsiedlung. Handel und Handwerk für den täglichen Bedarf haben sich entlang der Eastern Main Road angesiedelt, die die Stadt durchschneidet und die zweitwichtigste West-Ost-Verbindung des Landes nach dem parallel, aber weiter südlich verlaufenden Churchill Roosevelt Highway darstellt. Der Flughafen Piarco, der größte Flughafen des Landes, liegt knapp 3 km südlich von Arouca in Piarco.

## Einrichtungen
Mit dem „Golden Grove Prison“ liegt eines von sieben trinidadischen Gefängnissen für Erwachsene in der Stadt. Arouca verfügt über fünf Grundschulen und eine weiterführende Schule. Das Heimstadion des Fußball-Erstligisten Prison Service F.C. befindet sich in der Stadt.

## Persönlichkeiten
- George Padmore (1902–1959), Publizist und Politiker
- Roger Gibbon (* 1944), Radrennfahrer
- Emmanuel Callender (* 1984), Leichtathlet
- Akilah Lewis (* 2000), Sprinterin
- Omari Lewis (* 2001), Sprinter

## Galerie

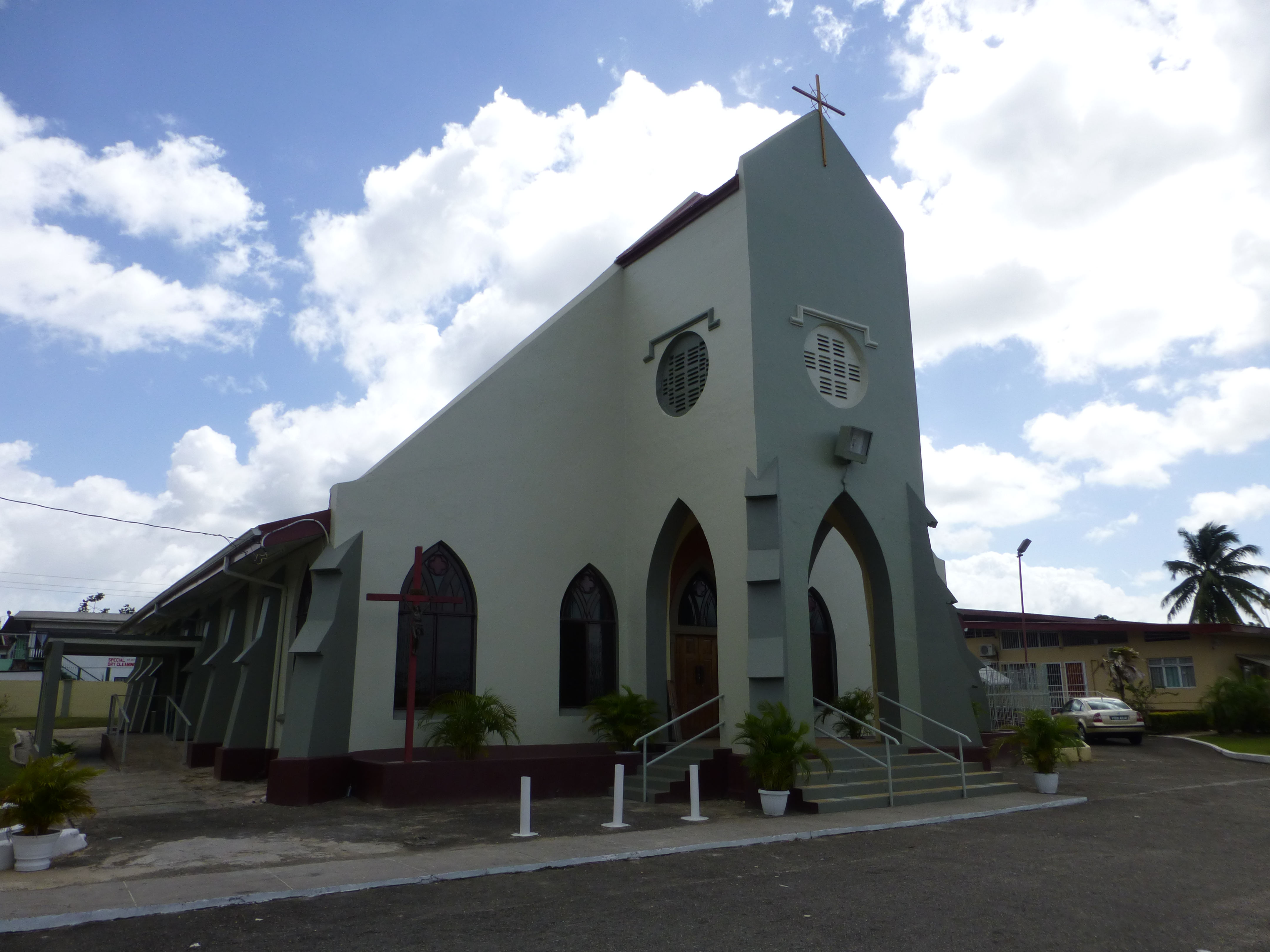
Holy Trinity Church
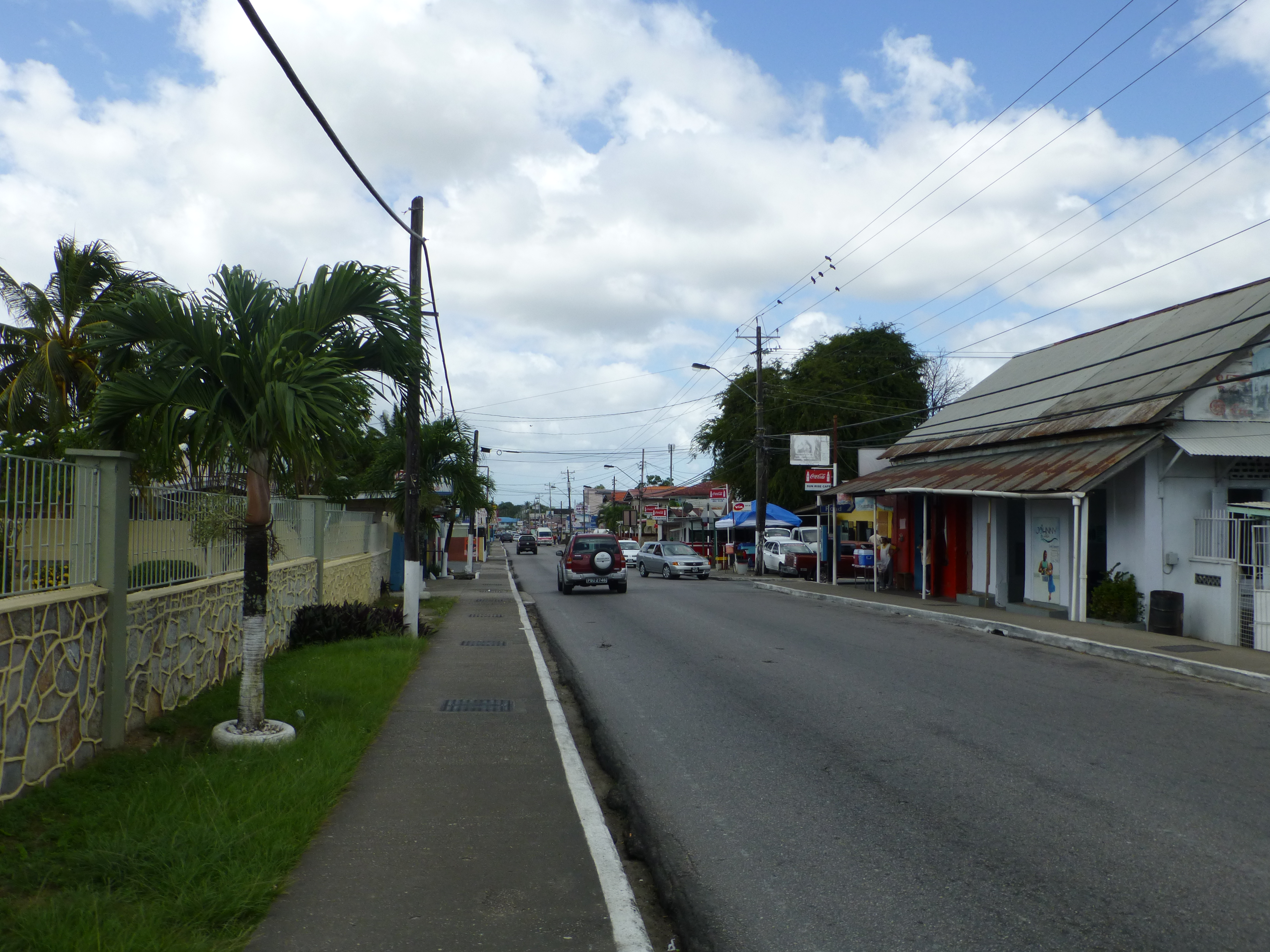
Eastern Main Road
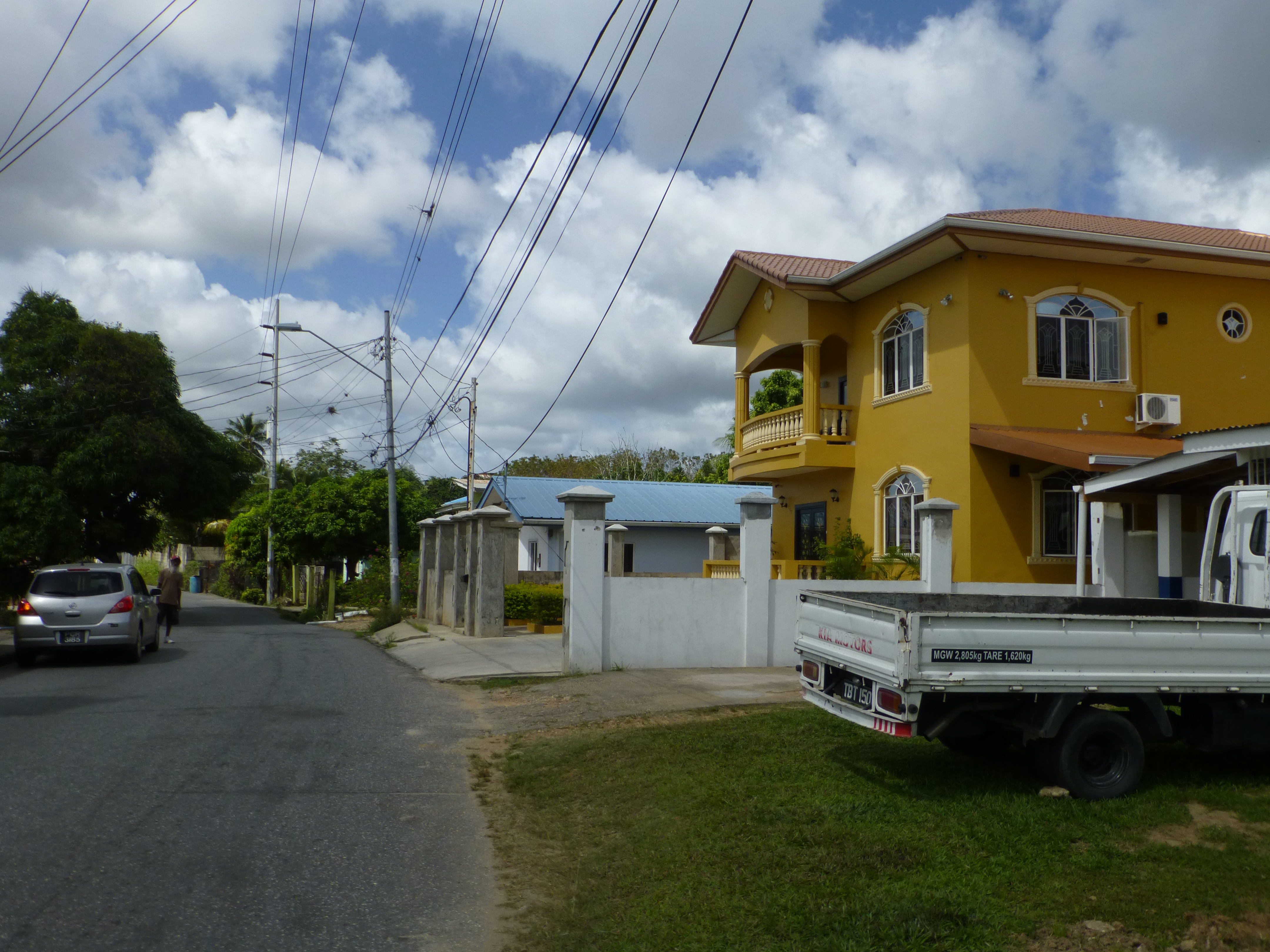
Arouca